# アレッサンドロ・ガラットーニ
アレッサンドロ・ガラットーニ（イタリア語: Alessandro Garattoni、1998年1月23日 - ）は、イタリア・チェゼーナ出身のサッカー選手。カルチョ・フォッジャ1920所属。ポジションは、ディフェンダー。

## クラブ歴
2018年9月18日、セリエCのアルビーノレッフェ戦でデビューを果たした。
2020年10月3日、ユーヴェ・スタビアに加入。
2021年7月30日、カルチョ・フォッジャ1920に2年契約で移籍した。